# (200148) 1998 HT143
(200148) 1998 HT143 es un asteroide perteneciente al cinturón de asteroides, descubierto el 21 de abril de 1998 por el equipo del Lincoln Near-Earth Asteroid Research desde el Laboratorio Lincoln, Socorro, Nuevo México.

## Designación y nombre
Designado provisionalmente como 1998 HT143.

## Características orbitales
1998 HT143 está situado a una distancia media del Sol de 2,539 ua, pudiendo alejarse hasta 2,989 ua y acercarse hasta 2,089 ua. Su excentricidad es 0,177 y la inclinación orbital 2,775 grados. Emplea 1478,07 días en completar una órbita alrededor del Sol.

## Características físicas
La magnitud absoluta de 1998 HT143 es 16,4. Tiene 1 km de diámetro y su albedo se estima en 0,277.